# A Story About My Uncle
A Story About My Uncle (укр. Історія про мого дядька) — це пригодницький платформер, створений студією Gone North Games та виданий студією Coffee Stain Studios. Реліз гри відбувся 28 травня 2014.

## Сюжет
A Story About My Uncle — це пригодницький платформер від першої особи про хлопчика, який шукає свого зниклого дядька і потрапляє у світ, існування якого він не міг собі навіть уявити. Використовуйте таємні винаходи вашого дядька, які нададуть вам можливість неймовірно високо і далеко стрибати, споглядаючи красиві пейзажі. Знайдіть зачіпки, які вказують на місцеперебування вашого дядька, і зустріньте неймовірних істот, які допоможуть вам у вашій подорожі.

## Ігровий процес
Гравець грає від першого лиця та переміщається між островами, які парують за допомогою суперкостюму, який складається з силової рукавиці та неймовірних черевиків. Задача гравця знайти зачіпки, по яких можна знайти свого дядька. Рух в A Story About My Uncle є найважливішою частиною ігрового процесу. Акцент робиться на пересування по світу за допомогою силового гака, який надає гравцеві неймовірне відчуття швидкості й свободи. Привітайте ігровий світ з унікальним візуальним стилем і загадковою історією, яка розгорнеться перед вами.